# Hvad Fatter gør
Hvad Fatter gør er en kortfilm fra 1945 instrueret af Preben Frank efter manuskript af Mogens Lorentzen.

## Handling
En genfortælling af H.C. Andersens festlige eventyr, der fortælles af speakeren, mens filmens personer selv er stumme.